# Premio Loève
Il premio internazionale Line e Michel Loève in probabilità o premio Loève è un premio creato nel 1962 in onore del matematico Michel Loève dalla sua vedova Line. Il premio, consegnato ogni due anni, viene attribuito per risultati eccezionali in teoria della probabilità a matematici che non abbiano superato i 45 anni di età. Il premio ha un valore di 30000 $, ed è uno dei più ricchi per questa disciplina.

## Premiati
- 1993 	David Aldous
- 1995 	Michel Talagrand
- 1997 	Jean-François Le Gall
- 1999 	Alain-Sol Sznitman
- 2001 	Yuval Peres
- 2003 	Oded Schramm
- 2005 	Wendelin Werner
- 2007  Richard Kenyon
- 2009  Alice Guionnet
- 2011  Scott Sheffield
- 2013  Sourav Chatterjee